# Torbjørn Bergerud
Torbjørn Bergerud, né le 16 juillet 1994 à Drammen, est un joueur de handball norvégien professionnel évoluant au poste de gardien de but en équipe nationale norvégienne depuis 2013 et dans le club norvégien du Kolstad Håndball depuis 2022.

## Palmarès

### En sélection
- Médaille d'argent au Championnat du monde 2017 en France
- 7e place au Championnat d'Europe 2018 en Croatie
- Médaille d'argent au Championnat du monde 2019 en Suède, en Autriche et au Norvège
- Médaille de bronze au Championnat d'Europe 2020 en Croatie
- 6e place au Championnat du monde 2021 en Égypte

### En club
- Vainqueur de la Coupe du Danemark (1) : 2017
- Vainqueur du Championnat d'Allemagne (1) : 2019